# Nykøbing Katedralskole
Nykøbing Katedralskole er et gymnasium i Nykøbing Falster. Det blev etableret i 1498, og har dermed en over femhundredårig historie som en af landets ældste latinskoler. enkedronning Sophie udstedte i 1535 fundats for skolen.
Nykøbing Falster er den eneste by med katedralskole uden en domkirke. Det skyldes historiske omstændigheder, som også har placeret bispesædet i Nykøbing Falster, mens domkirken ligger i Maribo.
Som vidnesbyrd om katedralskolens lange historie besidder den en stor samling af sjældne og kulturelt værdifulde bøger. En af de mest kendte af skolens elever var forfatteren og polarforskeren, Peter Freuchen.
Fra 1808-1957 holdt skolen til i en bygning i Slotsgade. Herefter flyttede den til en nuværende bygning.
Nykøbing Katedralskole var i en lang årrække statsskole, men blev overdraget til Storstrøms Amt i 1986. I lighed med andre gymnasieskoler er Nykøbing Katedralskole i 2006 overgået til selveje (jf. Nykøbing Katedralskoles hjemmeside).